# Tamiami Canal
Le Tamiami Canal est un canal du sud de la Floride, aux États-Unis. Orienté est-ouest, il est longé par une route appelée Tamiami Trail.